# Fallbenzinsystem
Als Fallbenzinsystem, auch Fallbenzin, wird eine technische Lösung der Kraftstoffzufuhr von Kraftfahrzeugen mit Verbrennungsmotor bezeichnet, bei welcher der Kraftstoff durch die Schwerkraft vom Kraftstoffbehälter über einen Benzinhahn zum Vergaser gelangt. Durch eine solche Anordnung ist keine Kraftstoffpumpe notwendig. Der  Kraftstoffhahn kann eine Reservestellung haben.

## Aufbau
Im Fallbenzinsystem wird der Kraftstoff durch die Schwerkraft dem Motor zugeführt. Entsprechend einfach ist der technische Aufbau, der im einfachsten Fall aus einem Benzinschlauch besteht, der Tank und Vergaser verbindet. Entscheidend ist dabei, dass die untere Austrittsöffnung des Tanks höher als der Vergaser liegt. 
In der Kraftstoffleitung zwischen Tank und Vergaser befindet sich in der Regel eine zusätzliche Vorrichtung zur Unterbrechung des Kraftstoffflusses, zum Beispiel ein manuell zu betätigender Kraftstoffhahn. Eine solche Unterbrechung ist notwendig, um ein eventuelles Überlaufen des Vergasers und damit einen Austritt von Kraftstoff in die Umwelt zu verhindern. Bei der Mehrzahl der Vergaser wird der Kraftstofffluss durch ein Schwimmernadelventil unterbrochen, dessen Funktion durch die empfindliche Mechanik auch des dazugehörigen Schwimmers relativ störanfällig ist. Der geschlossene Kraftstoffhahn schützt vor solchen Defekten. 
Einige Automobile mit Fallbenzinsystem haben eine Fernbedienung des Kraftstoffhahns. Beim Goggomobil führt die mechanische Fernbedienung zur Hutablage, bei jüngeren Trabant ist die  Fernbedienung vom Fahrersitz aus möglich. 
Eine Besonderheit im Fallbenzinsystem des Trabants war die Kombination mit einem Durchflussmessgerät. Auf diese Weise wurde ab 1984 der Kraftstoffmomentanverbrauch dem Fahrer auf einer Skala mit 7 LEDs angezeigt, die Felder der Skale waren in L/h beziffert. Das regte nicht nur zu einer kraftstoffsparenden Fahrweise an, sondern war auch eine Funktionskontrolle des Fallbenzinsystems.

## Vor- und Nachteile
Der Vorteil des Fallbenzinsystems liegt in seiner ausgesprochenen Einfachheit und Zuverlässigkeit. Kraftstoffpumpen hingegen haben eine Anzahl bewegte und oft auch elektrische Bauteile, die einem entsprechenden Verschleiß unterliegen. Defekte Pumpen haben verschiedene Betriebsstörungen des Motors zur Folge. Ein Totalausfall bewirkt gar das unmittelbare Stehenbleiben des Motors, sodass nicht einmal ein Parkplatz oder eine Werkstatt mehr aufgesucht werden kann.
Gänzlich störungsfrei arbeiten Fallbenzinsysteme jedoch auch nicht, abhängig von der praktischen Umsetzung: Häufig zwingen die räumlichen Gegebenheiten zu einem nur geringen Höhenunterschied zwischen Tank und Vergaser sowie zu einer ungünstigen Anordnung des Benzinschlauchs. Infolgedessen können sich Luftblasen im Schlauch festsetzen, wo sie den Kraftstofffluss stören. Weitere Widerstände treten durch Verschmutzung von Benzinfiltern oder in der Tankbelüftung auf, in der Folge reicht die Schwerkraft nicht mehr aus, um einen ausreichenden Kraftstofffluss sicherzustellen. Dies kann auch bei niedrigem Benzinstand im Tank ein Problem sein. Letztlich muss der Benzinschlauch kurz sein, da sonst die Angriffsfläche für Schäden oder Knicke zu groß wird. 
Diese Störungen des Fallbenzinsystems lassen sich zwar verringern, allerdings ergeben sich dabei für die Konstruktion des Fahrzeugs insgesamt mancherlei erhebliche Kompromisse. Der Tank muss relativ hoch liegen und sich in räumlicher Nähe zum Motor befinden. Das birgt jedoch eine Brandgefahr bei Unfällen. Deshalb kommen Fallbenzinsysteme bei Kraftfahrzeugen inzwischen nur noch bei Zweirädern infrage, bei denen diese räumliche Nähe grundsätzlich gegeben ist.
Nachteilig ist ferner, dass die maximale Durchflussrate des Kraftstoffs zwar durch den Innendurchmesser des Benzinschlauchs eingestellt werden kann, ein Nachjustieren etwa bei auftretenden Widerständen in der Leitung ist jedoch nicht möglich.

## Anwendung
Obwohl ein Fallbenzinsystem im Prinzip absolut verschleißfrei arbeitet, kann es aufgrund der baulichen Anforderungen in Automobilen nur selten funktionssicher in die Praxis umgesetzt werden. Bis in die 1960er Jahre waren Fallbenzinsysteme bei Pkw verbreitet. Wegen der erhöhten Gefahr von Fahrzeugbränden bei Unfällen kommt das System in Automobilen seither jedoch nicht mehr infrage. Bei Zweirädern hingegen ist der Tank generell meist oberhalb und nah des Motors angeordnet, sodass sich durch Verwendung eines Fallbenzinsystems die Gefahr von Bränden nicht weiter erhöht, als sie ohnehin ist. Auch Kleinmotoren für Arbeitsgeräte oder Motorboote und Stationärmotoren arbeiten bis heute oft mit Fallbenzinsystem.
Fallbenzinsysteme kamen und kommen in der Regel nur bei Benzinmotoren vor.

## Einzelbelege
1. ↑  VEB Messgerätewerk Beierfeld, Betrieb des Kombinates VEB Elektro-Apparate-Werke Berlin Treptow „Friedrich Ebert“: Einbauhinweise Kraftstoff-Momentan-Verbrauchs-Anzeige (KMVA) für PKW „Trabant“ P601